# Mazeyrat-d'Allier

Mazeyrat-d'Allier este o comună în departamentul Haute-Loire, Franța. În 2009 avea o populație de 1,524 de locuitori.